# Tone Perčič
Tone Perčič, slovenski knjižničar, pisatelj in prevajalec, * 26. december 1954, Ljubljana.

## Življenje
Na ljubljanski Filozofski fakulteti je študiral francoščino in italijanščino ter nato tam še magistriral iz italijanske književnosti iz recepcije Danteja v slovenski književnosti. Najprej je bil lektor slovenskega jezika na univerzah v tujini – v Leipzigu, Berlinu, Nottinghamu in v Parizu. Od leta 1987 je zaposlen kot vodja knjižnice Fakultete za organizacijske vede v Kranju.

## Delo
Njegov pisateljski opus obsega novele, črtice in romane. V prvencu, zbirki črtic in novel Pot v nestalnost, je uvedel razpad vzročno povezane zgodbe, žanrski in slogovni sinkretizem ter nedoločen status pripovedovalca. Roman Izganjalec hudiča je bližje postmodernizmu. Tu v ospredje postavlja bivanjsko negotovost človeka, ki dvomi o resničnosti sveta. Tematizira politični totalitarizem, judovstvo in prostozidarstvo, v slogu se čuti vpliv Franza Kafke. Antiutopični roman Harmagedon obravnava novejšo slovensko zgodovino na satiričen način, bližji tradicionalnemu slogu. Zbirka novel In ti boš meni ponoči trkal na vrata prepleta temo političnega nasilja z dokumentarno realnostjo in fikcijo. 
Tone Perčič prevaja besedila iz italijanščine, francoščine, portugalščine, angleščine in nemščine.

### Proza
- Pot v nestalnost (1981)
- Izganjalec hudiča (1994)
- Harmagedon (1997)
- In ti boš meni ponoči trkal na vrata (1998)

### Strokovna dela
- Dante pri Slovencih, (1989)
- Prostozidarstvo (2000)

## Nagrade
- Kresnik - za roman Izganjalec hudiča (1995)